# Contea di Qingtian
La contea di Qingtian è a Wenzhou, situata a sud est della Cina nella provincia dello Zhejiang. Attraversata dal fiume Ou, che raggiunge la città di Wenzhou prima di sfociare nel Mar della Cina, la contea è principalmente coperta da montagne con al centro la città di Qingtian.
4 ponti attraversano il fiume Ou: il primo, situato a più ovest, fu costruito nel 1995 e costò circa 2 milioni di yuan, mentre più a est vi sono altri due ponti stradali e uno a scopo pedonale.
Prima del 1963, quando la contea di Qingtian passò sotto l'amministrazione di Lishui, l'area era nella giurisdizione della città di Wenzhou.
La città ha una stazione nel lato Sud del fiume Ou con due piattaforme percorribili da ferrovie ad alte velocità che collegano la città a Ovest con Lishui ed a Est con Wenzhou